# Ôn Đạt truyện (phim 1986)
Ôn Đạt truyện (tiếng Hàn Quốc: 온달전, tiếng Trung: 溫達傳) là một phim cổ trang có phần lãng mạn do Xưởng Chế tác Nghệ thuật Ánh họa Triều Tiên xuất phẩm năm 1986 tại Bình Nhưỡng.

## Lịch sử
Truyện phim dựa theo một thiên trong pho sách Tam quốc sử ký của tác giả Kim Phú Thức.

## Nội dung
Dưới triều Bình Nguyên vương, thôn nọ có chàng Ôn Đạt đã ngốc nghếch lại dung mạo xấu xí. Ôn Đạt thường chỉ biết làm lụng cật lực để nuôi người mẹ mù lòa.
Đương thời, nhà vua cho là thiên hạ đã thái bình, xã tắc đã thịnh trị nên cấm dân gian tụ tập đánh võ, lại sai tướng Ngô Lư đem lâu la đi khắp nơi bắt bớ kẻ nào dám kháng lệnh. Một hôm, Ôn Đạt thấy quan quân bắt cụ Trương Chiêu đi. Cụ nguyên là chủ Khuynh Đường, là một võ phái siêng tập luyện vì lo rằng chiến sự có thể xảy ra tùy lúc. Cụ bèn trao lại Ôn Đạt cuốn sách dạy võ.
Ở cấm cung, Ngô Lư ỷ công thần làm nhiều điều càn quấy, thường qua lại bức dâm cung nữ. Dù vua cha có ý gả cho Ngô Lư, song Bình Cương công chúa lấy làm sợ hãi, bèn mượn đêm đen trốn ra ngoài dân gian.
Nàng vô tình gặp Ôn Đạt đang trồng cây ở bìa rừng, bèn xin nương nhờ, nhưng Ôn Đạt tưởng hồ ly yêu nữ nên toan đuổi đi. Thế rồi, Bình Cương rỏ nước mắt khiến chàng động lòng. Tự bấy, Bình Cương về ở cùng Ôn Đạt, sớm tối lo giã gạo giặt giũ nuôi mẹ chàng.
Lâu dần, hai người nảy sinh tình cảm với nhau. Bình Cương nhặt được thanh bảo kiếm cha Ôn Đạt để lại, mới khuyên chàng đi khảo thí để được bổ làm võ quan. Rốt cuộc, Ôn Đạt trúng cách, được sung quân ra trận đánh giặc.
Bấy giờ, Châu triều thường quấy quả biên thùy, Ôn Đạt bao phen ra trận lập công lớn, được triều đình và dân chúng vị nể, trở thành một huyền thoại Cao Cú Ly. Nhưng sâu thẳm cõi lòng, chàng chỉ hướng về mẹ già và Bình Cương công chúa.

## Kĩ thuật
Phim được thực hiện tại Bình Nhưỡng năm 1985.

### Sản xuất
- Âm nhạc: Đoàn hợp xướng Công lập Triều Tiên

### Diễn xuất
- Thôi Thuận Khuê... Ôn Đạt
- Thôi Kim Ngọc... Bình Cương công chúa
- Kim Vinh Thực... Bình Nguyên vương
- Hoàng Anh Nhật... Trương Chiêu

## Hậu trường
Bộ phim không được phép lên sóng truyền hình công lập vì chạm đề tài cấm kị là hiếp dâm và ái tình, mà chỉ được phát hành tại rạp chiếu bóng và qua băng đĩa.
Khác biên niên sử, phim không đề cập cái chết của nhân vật Ôn Đạt. Đồng thời, yếu tố "giặc" trong phim chỉ được trình bày theo nghĩa bóng để có cơ hội thâm nhập thị trường băng đĩa Trung Quốc.